# Campionato africano maschile di pallavolo 1987
Il VI campionato africano maschile di pallavolo si è svolto nel 1987 a Tunisi, in Tunisia. Al torneo hanno partecipato 8 squadre nazionali africane e la vittoria finale è andata per la quarta volta alla Tunisia.

## Squadre partecipanti
- Algeria
- Camerun
- Egitto
- Kenya
- Nigeria
- Ruanda
- Sudan
- Tunisia

## Classifica finale
| Classifica | Squadre |
| ---------- | ------- |
|            | Tunisia |
|            | Camerun |
|            | Algeria |
| 4          | Egitto  |
| 5          | Nigeria |
| 6          | Sudan   |
| 7          | Ruanda  |
| 8          | Kenya   |